# Município de Benton (condado de Pike, Ohio)
Localização do Ohio nos E.U.A.
O município de Benton (em inglês: Benton Township) é um município localizado no condado de Pike no estado estadounidense de Ohio. No ano 2010 tinha uma população de 1669 habitantes e uma densidade populacional de 16,67 pessoas por km².

## Geografia
O município de Benton encontra-se localizado nas coordenadas 39° 08′ 54″ N, 83° 13′ 11″ O. Segundo o Departamento do Censo dos Estados Unidos, o município tem uma superfície total de 100.12 km², da qual 99,8 km² correspondem a terra firme e (0,33 %) 0,33 km² é água.

## Demografia
Segundo o censo de 2010, tinha 1669 pessoas residindo no município de Benton. A densidade de população era de 16,67 hab./km².